# Peter Karl Weber
Peter Karl Weber (* 14. September 1768 in Elberfeld (heute Stadtteil von Wuppertal); † 27. März 1835) war ein deutscher Politiker und Bürgermeister von Elberfeld.
Weber wurde als Sohn des Daniel Adolf Weber (1730–1794), der 1788 ebenfalls Bürgermeister in Elberfeld war, und dessen Frau Maria Magdalena Cappel (1737–1798) geboren. Weber wurde Kauf- und Handelsherr in Elberfeld. Er heiratete 1791 Johanna Wilhelmina Frowein (1771–1818), eine Enkelin des ehemaligen Bürgermeisters Ludwig Frowein (1698–1756). Durch diese Ehe hatte er sechs Kinder.
Weber wurde 1795 zum ersten Mal zum Bürgermeister vorgeschlagen, unterlag aber Johann Peter Meinhardt Bredt. Drei Jahre später stand er erneut zur Wahl und wurde auch gewählt. Er bestand allerdings darauf, einen ständigen Vertreter stellen zu dürfen. Im Jahr 1799 wurde er turnusgemäß Stadtrichter von Elberfeld. Während der Befreiungskriege verließ Weber mit seiner Familie die Stadt Elberfeld und ließ sich zunächst in Düsseldorf nieder, später in Pempelfort, wo seine Frau 1818 starb. Webers Todesort ist unbekannt.